# Silicate de magnésium synthétique

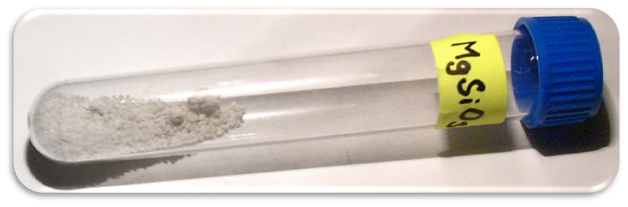
Silicate de magnesium.

Les silicates de magnésium synthétiques se présentent comme des poudres blanches, fines et inodores. Ils sont issus de la réaction de précipitation de silicate de sodium soluble dans l'eau (parfois dit « verre soluble » ou « verre liquide ») et d'un sel de magnésium soluble dans l'eau (ex. : chlorure de magnésium, nitrate de magnésium ou sulfate de magnésium).
La composition de ce précipité dépend du rapport des composants dans le milieu réactionnel, de l'ajout des substances correctrices et de la manière dont ils sont précipités,,.

## Chimie
La formule moléculaire est généralement écrite sous la forme MgO:XSiO 2, où X désigne le rapport molaire moyen de SiO 2 à MgO.
Le produit est hydraté et la formule s'écrit parfois MgO:XSiO 2 •H 2 O pour indiquer l'eau d'hydratation.

## Propriétés
Contrairement aux silicates de magnésium naturels comme le talc et l'olivine de forstérite qui sont cristallins, les silicates de magnésium synthétiques sont amorphes.
Ils sont insolubles dans l'eau et dans l'alcool. En tant que matériaux et particules, ils sont généralement poreux, et leur surface BET peut aller de moins de 100 m2/g à plusieurs centaines de m2/g.

## Applications
La très grande surface spécifique active du Silicate de magnésium synthétique le rend utile pour une grande variété d'applications :
- adsorbant purifiant, par exemple pour des polyols, huiles animales et végétales,
- chromatographie[5] ;
- nettoyage à sec ;
- fabrication du sucre, de résines ;
- élimination des odeurs ;
- charge, par exemple pour le caoutchouc, des céramiques, la pâte à papier, le verre, des matériaux réfractaires...) ;
- anti-agglomérant (autorisé dans le sel) ;
- catalyseur et support de catalyseur ;
- média filtrant/adsorbant.

### Dans la nourriture
Le US Food Chemicals Codex , JECFA et d'autres monographies pour le silicate de magnésium synthétique de qualité alimentaire spécifient un rapport molaire de 2MgO:5SiO 2 (ou X=2,5 dans la formule générale).
L'utilisation la plus courante du silicate de magnésium synthétique de "qualité alimentaire" est celle d'auxiliaire actif de filtration pour l'adsorption de la couleur, des acides gras libres et d'autres composés polaires par exemple d'huiles de friture usagées,. Diverses réglementations nationales et internationales autorisent l'utilisation de ce matériau comme agent anti-agglomérant dans une grande variété d'aliments en poudre,,,.
En 1990, la sécurité du silicate de magnésium synthétique en tant additif alimentaire, a été examinée par le Comité scientifique de l'alimentation (SCF) en même temps que celle de la silice et des autres silicates métalliques alcalins. Selon le SCF : « les données disponibles, y compris un certain nombre d'études à court terme sur deux espèces, semblent étayer l'inertie biologique de ces composés ». Le CSAH a établi une dose journalière admissible (DJA) de groupe non spécifiée pour le dioxyde de silicium et les silicates de métaux alcalins.